# Combat d'Anoumalane
Guerre du Mali
Batailles
Le combat d'Anoumalane a lieu le 13 juin 2025, pendant la guerre du Mali. Il s'achève par la victoire des rebelles du Front de libération de l'Azawad (FLA) qui tendent une embuscade à un convoi des Forces armées maliennes et de l'Africa Corps, près de la localité d'Anoumalane, entre Aguel'hoc et Anéfis. 

## Déroulement
Le 11 juin 2025, dans la région de Kidal, un convoi logistique de l'armée malienne et de l'Africa Corps, fort d'un trentaine de véhicules, dont des blindés et des pick-up, sort de la ville d'Anéfis et prend la route d'Aguel'hoc, situé à 200 kilomètres au nord,. 
Le 12 juin, il subit une première attaque à Tadjereret, où trois véhicules sautent sur des engins explosifs improvisés,.
Le 13 juin, vers 7 heures du matin, le convoi russo-malien tombe dans une embuscade à Anoumalane, à une quarantaine de kilomètres d'Aguel'hoc,. Selon RFI, pendant deux heures les rebelles effectuent essentiellement des tirs à l'arme lourde, à distance, et évitent les combats rapprochés. L'armée malienne réplique alors en effectuant des frappes aériennes avec des drones, des avions de chasse et des hélicoptères, ce qui met un terme à l'affrontement.
Dans un communiqué publié dans l'après-midi, l'armée malienne dément dans un premier temps toute « prétendue attaque », en dénonçant des « informations fallacieuses » destinées à « instiller la peur et perturber l'opinion publique ». Elle change cependant de version dans un autre communiqué publié deux heures après, dans lequel elle affirme avoir infligé une défaite à « un groupe armé terroriste », avec un « assaut » le 12 juin et une « riposte fulgurante » le 13,. En revanche, le Front de libération de l'Azawad revendique le même jour une « grande victoire » et affirme que l'essentiel du convoi a été « anéanti ».

## Pertes
Le jour même, le Front de libération de l'Azawad déclare que son attaque a fait plusieurs dizaines de morts, dont des éléments de l'Africa Corps, et précise qu'« une quinzaine de corps sont restés abandonnés sur le lieu du combat »,,. Il affirme que seulement une dizaine de véhicules parviennent à s'enfuir et revendique la destruction de « 21 véhicules militaires, dont des blindés et des pick-up armés », et la capture d'une quinzaine d'autres, dont un blindé et 12 camions. Des images montrant des corps d’hommes blancs en tenue de combat et de nombreux véhicules détruits ou capturés sont diffusées par les rebelles,.
Le FLA annonce également trois morts et sept blessés dans ses rangs, ainsi que deux véhicules détruits,,.
Selon le journal Le Monde, au moins sept véhicules sont détruits et cinq autres ont réussi à se replier, tandis qu'un hélicoptère aurait été touché et contraint de se poser à Tessalit. Selon RFI, la destruction de nombreux véhicules est confirmé par des sources sécuritaires et civiles maliennes.
Selon le groupe de recherche All Eyes on Wagner, les pertes seraient de 45 morts pour les forces russo-maliennes.
L'armée malienne ne donne quant à elle aucun bilan et déclare seulement avoir tué plusieurs « combattants ennemis ».